# Enganyapastors de Cuba
L'enganyapastors de Cuba (Antrostomus cubanensis) és una espècie d'ocell de la família dels caprimúlgids (Caprimulgidae) que habita boscos poc densos de Cuba l'Illa de la Juventud. El nom específic cubanensis significa ‘cubà’.

## Subespècies
- A. c. cubanensis Lawrence, 1860. Cuba
- A. c. insulaepinorum (Garrido, 1983). Illa de la Juventud.

La subespècie ekmani, pròpia de la Hispaniola, és avui considerada una espècie de ple dret.